# Eugênio German
Eugênio Maciel German (Ubá, 24 ottobre 1930 – Belo Horizonte, 1º aprile 2001) è stato uno scacchista brasiliano.
Nel 1952 diventò il primo brasiliano a ricevere dalla FIDE il titolo di Maestro Internazionale.

## Principali risultati
Nel 1949 si classificò 3°-4° a Rio de Janeiro nel 17º campionato brasiliano (vinse Walter Cruz). Nel 1951 vinse a Fortaleza 1l 19º campionato brasiliano. Nel 1951/52 si classificò 4° nel torneo di San Rafael (vinse Erich Eliskases). Nel 1952 si classificò 2°-3° a San Paolo, dietro a Flavio de Carvalho Jr, nel 20º campionato basiliano.
Nel 1960 vinse il torneo pre-zonale di Belo Horizonte, accedendo al torneo zonale di San Paolo, dove ottenne il 3º-5º posto (vinse Julio Bolbochán. Nel 1961 vinse il play-off dello zonale di San Paolo, davanti a Rodrigo Flores e Bernardo Wexler.
Vinse i tornei di Belo Horizonte nel 1963 e 1965. Nel 1972 vinse per la seconda volta, a Blumenau, il campionato brasiliano.
Eugênio German partecipò a tre olimpiadi degli scacchi con la nazionale brasiliana:
- in prima scacchiera alle olimpiadi di Helsinki 1952 (+6 –2 =3);
- in seconda scacchiera alle olimpiadi di Lugano 1968 (+5 –7 =3);
- in prima scacchiera alle olimpiadi di Skopje 1972 (+8 –4 =8).[2]